# Riksmötet 2021/2022
Riksmötet 2021/2022 var Sveriges riksdags verksamhetsår 2021–2022. Det påbörjades vid riksmötets öppnande den 14 september 2021. Riksmötet pågick till 26 september 2022, då en ny riksdag vald i valet 2022 tillträdde.

## Händelser och beslut i urval

### 2021
- 6 september: Tillsammans med talmannen upphävde riksdagspartiernas gruppledare sin överenskommelsen från mars 2020 om att coronaanpassa antalet ledamöter i kammaren till maximalt 55 ledamöter, och återgå till ordinarie arbetsformer från och med riksmötets öppnande.[3][4][5]
- 14 september: Riksmötets öppnande genomfördes, på tema Ja, må den leva! Demokratin uti hundrade år. Kung Carl XVI Gustaf förklarade riksmötet för öppnat. Statsminister Stefan Löfven avgav sin regeringsförklaring med regeringens fyra övergripande prioriteringar: jobben, klimatet, välfärden och tryggheten.[6][7]

### Debatter
Flertalet debatter i kammaren gäller de ärenden som riksdagen ska besluta om, så kallade ärendedebatter. Därutöver arrangeras interpellationsdebatter, budgetdebatter med anledning av regeringens budgetproposition och den ekonomiska vårpropositionen, en årlig utrikespolitisk debatt när regeringens utrikespolitiska deklaration avges samt fyra årliga partiledardebatter varav tre är allmänpolitiska och en EU-politisk. Slutligen anordnas också så kallade särskilda debatter. En särskild debatt behöver inte ha anknytning till ett visst ärende som ska avgöras i riksdagen, utan kan vara mer allmänt hållen och syftar till att klargöra regeringens och partiernas linjer. Tidigare har särskild debatt kallats för aktuell debatt, då de ofta anknyter till ett dagsaktuellt ämne. Det är talmannen som beslutar om och när en särskild debatt ska anordnas, efter samråd med gruppledarna.
Nedan presenteras ett urval av debatterna under Riksmötet 2021/2022. Referensen innehåller länk till det riksdagsprotokoll där debatten finns dokumenterad, vanligtvis så väl i skrift som med rörlig bild.
| Typ av debatt    | Ämne                   | Datum      | Anledning | Referens |
| ---------------- | ---------------------- | ---------- | --- | -------- |
| Partiledardebatt | Allmänpolitisk         | 2021-09-15 | En av fyra årliga partiledardebatter. Hålls med anledning av statsministerns regeringsförklaring den 14 september 2021. | [ 9 ]    |
| Budgetdebatt     | Statsbudgeten för 2022 | 2021-09-20 | Med anledning av regeringens budgetproposition för 2022 till riksdagen                                                  | [ 10 ]   |

## Riksdagens sammansättning
| 14 september 2021 t.o.m. 31 mars 2022                   | 14 september 2021 t.o.m. 31 mars 2022                   | 14 september 2021 t.o.m. 31 mars 2022                   | 14 september 2021 t.o.m. 31 mars 2022                   | fr.o.m. 31 mars 2022 t.o.m 26 september 2022            | fr.o.m. 31 mars 2022 t.o.m 26 september 2022            | fr.o.m. 31 mars 2022 t.o.m 26 september 2022            | fr.o.m. 31 mars 2022 t.o.m 26 september 2022            |
| ------------------------------------------------------- | ------------------------------------------------------- | ------------------------------------------------------- | ------------------------------------------------------- | ------------------------------------------------------- | ------------------------------------------------------- | ------------------------------------------------------- | ------------------------------------------------------- |
| En schematisk bild över mandatfördelningen i riksdagen. | En schematisk bild över mandatfördelningen i riksdagen. | En schematisk bild över mandatfördelningen i riksdagen. | En schematisk bild över mandatfördelningen i riksdagen. | En schematisk bild över mandatfördelningen i riksdagen. | En schematisk bild över mandatfördelningen i riksdagen. | En schematisk bild över mandatfördelningen i riksdagen. | En schematisk bild över mandatfördelningen i riksdagen. |
| F                                                       | Parti                                                   | PB                                                      | Mandat                                                  | F                                                       | Parti                                                   | PB                                                      | Mandat                                                  |
|                                                         | Socialdemokraterna                                      | S                                                       | 100                                                     |                                                         | Socialdemokraterna                                      | S                                                       | 100                                                     |
|                                                         | Moderaterna                                             | M                                                       | 70                                                      |                                                         | Moderaterna                                             | M                                                       | 70                                                      |
|                                                         | Sverigedemokraterna                                     | SD                                                      | 62                                                      |                                                         | Sverigedemokraterna                                     | SD                                                      | 61                                                      |
|                                                         | Centerpartiet                                           | C                                                       | 31                                                      |                                                         | Centerpartiet                                           | C                                                       | 31                                                      |
|                                                         | Vänsterpartiet                                          | V                                                       | 27                                                      |                                                         | Vänsterpartiet                                          | V                                                       | 27                                                      |
|                                                         | Kristdemokraterna                                       | KD                                                      | 22                                                      |                                                         | Kristdemokraterna                                       | KD                                                      | 22                                                      |
|                                                         | Liberalerna                                             | L                                                       | 20                                                      |                                                         | Liberalerna                                             | L                                                       | 20                                                      |
|                                                         | Miljöpartiet                                            | MP                                                      | 16                                                      |                                                         | Miljöpartiet                                            | MP                                                      | 16                                                      |
|                                                         | utan partibeteckning                                    | –                                                       | 1                                                       |                                                         | utan partibeteckning                                    | –                                                       | 2                                                       |
|                                                         | Totalt                                                  | Totalt                                                  | 349                                                     |                                                         | Totalt                                                  | Totalt                                                  | 349                                                     |

## Nyckelpersoner i riksdagen och partierna

### Talmanspresidiet
| Talman             | Första vice talman | Andra vice talman           | Tredje vice talman   |
| Andreas Norlén (M) | Åsa Lindestam (S)  | Lotta Johnsson Fornarve (V) | Kerstin Lundgren (C) |
| ------------------ | ------------------ | --------------------------- | -------------------- |

### Partiledare
- S: Magdalena Andersson (efterträdde Stefan Löfven den 4 november 2021)
- M: Ulf Kristersson
- SD: Jimmie Åkesson
- C: Annie Lööf
- V: Nooshi Dadgostar
- KD: Ebba Busch
- L: till 8 april 2022: Nyamko Sabuni (ej invald i riksdagen, Johan Pehrson företräder L i riksdagens partiledardebatter) 
från 8 april 2022: Johan Pehrson
- MP: Märta Stenevi (språkrör, ej invald i riksdagen) och Per Bolund (språkrör)

### Partiernas gruppledare i riksdagen
- S: Annelie Karlsson[11]
- M: Tobias Billström[12]
- SD: Henrik Vinge[13]
- C: Anders W. Jonsson[14]
- V: Maj Karlsson[15]
- KD: Andreas Carlson[16]
- L: Johan Pehrson (till april 2022) 
 Mats Persson (från april 2022)[17]
- MP: Annika Hirvonen[18]